# Brisi
Brisi – szczyt w paśmie Schweizer Voralpen, części Alp Zachodnich. Leży w Szwajcarii w kantonie St. Gallen. Można go zdobyć ze schroniska Alp Tschingla (1528 m).